# Omgång 1 i kvalspelet till världsmästerskapet i fotboll 2022 (AFC)
Omgång 1 i kvalspelet till världsmästerskapet i fotboll 2022 (AFC) var den första av fyra omgångar i AFC:s kvalspel till Världsmästerskapet i fotboll 2022 i Qatar.

## Sammanfattning
| AFC – kvalomgång 1 | AFC – kvalomgång 1 | AFC – kvalomgång 1 | AFC – kvalomgång 1 | AFC – kvalomgång 1 |
| ------------------ | ------------------ | ------------------ | ------------------ | ------------------ |
| Lag 1              | Totalt             | Lag 2              | Möte 1             | Möte 2             |
| Mongoliet          | 3–2                | Brunei             | 2–0                | 1–2                |
| Macao              | 1–3                | Sri Lanka          | 1–0                | 0–3 (TD)           |
| Laos               | 0–1                | Bangladesh         | 0–1                | 0–0                |
| Malaysia           | 12–20              | Östtimor           | 7–1                | 5–1                |
| Kambodja           | 4–1                | Pakistan           | 2–0                | 2–1                |
| Bhutan             | 1–5                | Guam               | 1–0                | 0–5                |

## Matcher

### Mongoliet mot Brunei
|             | 6 juni 2019 | Mongoliet                                        | 2 – 0           | Brunei | MFF Football Centre                                        |                                                            |
| 17:00 UTC+8 | 17:00 UTC+8 | Norjmoogiin Tsedenbal 9′ Nyam-Osor Naranbold 69′ | (1 – 0) Rapport |        | Ulan Bator Publik: 1 685 Domare: Pranjal Banerjee (Indien) | Ulan Bator Publik: 1 685 Domare: Pranjal Banerjee (Indien) |
| 17:00 UTC+8 | 17:00 UTC+8 |                                                  |                 |        | Ulan Bator Publik: 1 685 Domare: Pranjal Banerjee (Indien) | Ulan Bator Publik: 1 685 Domare: Pranjal Banerjee (Indien) |
| 17:00 UTC+8 | 17:00 UTC+8 |                                                  |                 |        | Ulan Bator Publik: 1 685 Domare: Pranjal Banerjee (Indien) | Ulan Bator Publik: 1 685 Domare: Pranjal Banerjee (Indien) |

|             | 11 juni 2019 | Brunei                 | 2 – 1           | Mongoliet                        | Hassanal Bolkiah National Stadium                                           |                                                                             |
| 20:15 UTC+8 | 20:15 UTC+8  | Razimie Ramlli 5′, 34′ | (2 – 0) Rapport | 47′ (str.) Norjmoogiin Tsedenbal | Bandar Seri Begawan Publik: 17 210 Domare: Ahmad Yacoub Ibrahim (Jordanien) | Bandar Seri Begawan Publik: 17 210 Domare: Ahmad Yacoub Ibrahim (Jordanien) |
| 20:15 UTC+8 | 20:15 UTC+8  |                        |                 |                                  | Bandar Seri Begawan Publik: 17 210 Domare: Ahmad Yacoub Ibrahim (Jordanien) | Bandar Seri Begawan Publik: 17 210 Domare: Ahmad Yacoub Ibrahim (Jordanien) |
| 20:15 UTC+8 | 20:15 UTC+8  |                        |                 |                                  | Bandar Seri Begawan Publik: 17 210 Domare: Ahmad Yacoub Ibrahim (Jordanien) | Bandar Seri Begawan Publik: 17 210 Domare: Ahmad Yacoub Ibrahim (Jordanien) |

Mongoliet avancerade till andra omgången med det ackumulerade slutresultatet 3–2.

### Macao mot Sri Lanka
|             | 6 juni 2019 | Macao      | 1 – 0           | Sri Lanka | Zhuhai Sports Center Stadium                              |                                                           |
| 19:30 UTC+8 | 19:30 UTC+8 | Duarte 52′ | (0 – 0) Rapport |           | Zhuhai (Kina) Publik: 901 Domare: Kim Dae-yong (Sydkorea) | Zhuhai (Kina) Publik: 901 Domare: Kim Dae-yong (Sydkorea) |
| 19:30 UTC+8 | 19:30 UTC+8 |            |                 |           | Zhuhai (Kina) Publik: 901 Domare: Kim Dae-yong (Sydkorea) | Zhuhai (Kina) Publik: 901 Domare: Kim Dae-yong (Sydkorea) |
| 19:30 UTC+8 | 19:30 UTC+8 |            |                 |           | Zhuhai (Kina) Publik: 901 Domare: Kim Dae-yong (Sydkorea) | Zhuhai (Kina) Publik: 901 Domare: Kim Dae-yong (Sydkorea) |

| [ b ]          | 11 juni 2019   | Sri Lanka | 0000 3 – 0 (TD) | Macao | Sugathadasa Stadium                               |                                                   |
| 15:30 UTC+5:30 | 15:30 UTC+5:30 |           | Rapport         |       | Colombo Domare: Çarymyrat Kurbanow (Turkmenistan) | Colombo Domare: Çarymyrat Kurbanow (Turkmenistan) |
| 15:30 UTC+5:30 | 15:30 UTC+5:30 |           |                 |       | Colombo Domare: Çarymyrat Kurbanow (Turkmenistan) | Colombo Domare: Çarymyrat Kurbanow (Turkmenistan) |
| 15:30 UTC+5:30 | 15:30 UTC+5:30 |           |                 |       | Colombo Domare: Çarymyrat Kurbanow (Turkmenistan) | Colombo Domare: Çarymyrat Kurbanow (Turkmenistan) |

Sri Lanka avancerade till andra omgången med det ackumulerade slutresultatet 3–1.

### Laos mot Bangladesh
|             | 6 juni 2019 | Laos | 0 – 1           | Bangladesh       | New Laos National Stadium                              |                                                        |
| 18:30 UTC+7 | 18:30 UTC+7 |      | (0 – 0) Rapport | 72′ Robiul Hasan | Vientiane Publik: 4 572 Domare: Ho Wai Sing (Hongkong) | Vientiane Publik: 4 572 Domare: Ho Wai Sing (Hongkong) |
| 18:30 UTC+7 | 18:30 UTC+7 |      |                 |                  | Vientiane Publik: 4 572 Domare: Ho Wai Sing (Hongkong) | Vientiane Publik: 4 572 Domare: Ho Wai Sing (Hongkong) |
| 18:30 UTC+7 | 18:30 UTC+7 |      |                 |                  | Vientiane Publik: 4 572 Domare: Ho Wai Sing (Hongkong) | Vientiane Publik: 4 572 Domare: Ho Wai Sing (Hongkong) |

|             | 11 juni 2019 | Bangladesh | 0 – 0   | Laos | Bangabandhu National Stadium                              |                                                           |
| 19:00 UTC+6 | 19:00 UTC+6  |            | Rapport |      | Dhaka Publik: 7 453 Domare: Timur Faizullin (Kirgizistan) | Dhaka Publik: 7 453 Domare: Timur Faizullin (Kirgizistan) |
| 19:00 UTC+6 | 19:00 UTC+6  |            |         |      | Dhaka Publik: 7 453 Domare: Timur Faizullin (Kirgizistan) | Dhaka Publik: 7 453 Domare: Timur Faizullin (Kirgizistan) |
| 19:00 UTC+6 | 19:00 UTC+6  |            |         |      | Dhaka Publik: 7 453 Domare: Timur Faizullin (Kirgizistan) | Dhaka Publik: 7 453 Domare: Timur Faizullin (Kirgizistan) |

Bangladesh avancerade till andra omgången med det ackumulerade slutresultatet 1–0.

### Malaysia mot Östtimor
|             | 7 juni 2019 | Malaysia | 7 – 1           | Östtimor       | Stadium Nasional Bukit Jalil                                    |                                                                 |
| 20:45 UTC+8 | 20:45 UTC+8 | La'Vere Corbin-Ong 12′ Shahrel Fikri 23′ Norshahrul Idlan 43′ Safawi Rasid 45′, 59′ Faiz Nasir 78′ Akhyar Rashid 89′ | (4 – 0) Rapport | 52′ João Pedro | Kuala Lumpur Publik: 4 244 Domare: Sherzod Kasimov (Uzbekistan) | Kuala Lumpur Publik: 4 244 Domare: Sherzod Kasimov (Uzbekistan) |
| 20:45 UTC+8 | 20:45 UTC+8 | |                 |                | Kuala Lumpur Publik: 4 244 Domare: Sherzod Kasimov (Uzbekistan) | Kuala Lumpur Publik: 4 244 Domare: Sherzod Kasimov (Uzbekistan) |
| 20:45 UTC+8 | 20:45 UTC+8 | |                 |                | Kuala Lumpur Publik: 4 244 Domare: Sherzod Kasimov (Uzbekistan) | Kuala Lumpur Publik: 4 244 Domare: Sherzod Kasimov (Uzbekistan) |

|             | 11 juni 2019 | Östtimor        | 1 – 5           | Malaysia                                                            | Stadium Nasional Bukit Jalil                                        |                                                                     |
| 20:45 UTC+8 | 20:45 UTC+8  | Rufino Gama 72′ | (0 – 3) Rapport | 11′, 17′, 64′ Shahrel Fikri 37′ Mohamadou Sumareh 55′ Akhyar Rashid | Kuala Lumpur (Malaysia) Publik: 12 776 Domare: Yusuke Araki (Japan) | Kuala Lumpur (Malaysia) Publik: 12 776 Domare: Yusuke Araki (Japan) |
| 20:45 UTC+8 | 20:45 UTC+8  |                 |                 |                                                                     | Kuala Lumpur (Malaysia) Publik: 12 776 Domare: Yusuke Araki (Japan) | Kuala Lumpur (Malaysia) Publik: 12 776 Domare: Yusuke Araki (Japan) |
| 20:45 UTC+8 | 20:45 UTC+8  |                 |                 |                                                                     | Kuala Lumpur (Malaysia) Publik: 12 776 Domare: Yusuke Araki (Japan) | Kuala Lumpur (Malaysia) Publik: 12 776 Domare: Yusuke Araki (Japan) |

Malaysia avancerade till andra omgången med det ackumulerade slutresultatet 12–2.

### Kambodja mot Pakistan
|             | 6 juni 2019 | Kambodja                                | 2 – 0           | Pakistan | Phnom Penh Olympic Stadium                                 |                                                            |
| 18:30 UTC+7 | 18:30 UTC+7 | Sieng Chanthea 81′ Kouch Sokumpheak 84′ | (0 – 0) Rapport |          | Phnom Penh Publik: 33 706 Domare: Shaun Evans (Australien) | Phnom Penh Publik: 33 706 Domare: Shaun Evans (Australien) |
| 18:30 UTC+7 | 18:30 UTC+7 |                                         |                 |          | Phnom Penh Publik: 33 706 Domare: Shaun Evans (Australien) | Phnom Penh Publik: 33 706 Domare: Shaun Evans (Australien) |
| 18:30 UTC+7 | 18:30 UTC+7 |                                         |                 |          | Phnom Penh Publik: 33 706 Domare: Shaun Evans (Australien) | Phnom Penh Publik: 33 706 Domare: Shaun Evans (Australien) |

|             | 11 juni 2019 | Pakistan                 | 1 – 2           | Kambodja                          | Hamad bin Khalifa Stadium                              |                                                        |
| 19:00 UTC+3 | 19:00 UTC+3  | Hassan Bashir 17′ (str.) | (1 – 0) Rapport | 64′ Sath Rosib 89′ Reung Bunheing | Doha (Qatar) Publik: 300 Domare: Hanna Hattab (Syrien) | Doha (Qatar) Publik: 300 Domare: Hanna Hattab (Syrien) |
| 19:00 UTC+3 | 19:00 UTC+3  |                          |                 |                                   | Doha (Qatar) Publik: 300 Domare: Hanna Hattab (Syrien) | Doha (Qatar) Publik: 300 Domare: Hanna Hattab (Syrien) |
| 19:00 UTC+3 | 19:00 UTC+3  |                          |                 |                                   | Doha (Qatar) Publik: 300 Domare: Hanna Hattab (Syrien) | Doha (Qatar) Publik: 300 Domare: Hanna Hattab (Syrien) |

Kambodja avancerade till andra omgången med det ackumulerade slutresultatet 4–1.

### Bhutan mot Guam
|             | 6 juni 2019 | Bhutan             | 1 – 0           | Guam | Changlimithang Stadium                               |                                                      |
| 18:00 UTC+6 | 18:00 UTC+6 | Tshering Dorji 35′ | (1 – 0) Rapport |      | Thimphu Publik: 8 000 Domare: Omar Al-Yaqoubi (Oman) | Thimphu Publik: 8 000 Domare: Omar Al-Yaqoubi (Oman) |
| 18:00 UTC+6 | 18:00 UTC+6 |                    |                 |      | Thimphu Publik: 8 000 Domare: Omar Al-Yaqoubi (Oman) | Thimphu Publik: 8 000 Domare: Omar Al-Yaqoubi (Oman) |
| 18:00 UTC+6 | 18:00 UTC+6 |                    |                 |      | Thimphu Publik: 8 000 Domare: Omar Al-Yaqoubi (Oman) | Thimphu Publik: 8 000 Domare: Omar Al-Yaqoubi (Oman) |

|              | 11 juni 2019 | Guam                                                                | 5 – 0           | Bhutan | F.A. National Training Center                                |                                                              |
| 15:15 UTC+10 | 15:15 UTC+10 | Isiah Lagutang 23′ Jason Cunliffe 27′, 82′, 90+4′ Shane Malcolm 51′ | (2 – 0) Rapport |        | Dededo Publik: 1 029 Domare: Yu Ming-hsun (Kinesiska Taipei) | Dededo Publik: 1 029 Domare: Yu Ming-hsun (Kinesiska Taipei) |
| 15:15 UTC+10 | 15:15 UTC+10 |                                                                     |                 |        | Dededo Publik: 1 029 Domare: Yu Ming-hsun (Kinesiska Taipei) | Dededo Publik: 1 029 Domare: Yu Ming-hsun (Kinesiska Taipei) |
| 15:15 UTC+10 | 15:15 UTC+10 |                                                                     |                 |        | Dededo Publik: 1 029 Domare: Yu Ming-hsun (Kinesiska Taipei) | Dededo Publik: 1 029 Domare: Yu Ming-hsun (Kinesiska Taipei) |

Guam avancerade till andra omgången med det ackumulerade slutresultatet 5–1.

## Anmärkningslista
1. ↑  Macao spelade sin hemmamatch mot Sri Lanka i Kina på grund av pågående arbete på Estádio Campo Desportivo.[1]
2. ↑  Macao skickade inte ett lag till returmötet av säkerhetsskäl på grund av bombningarna i Sri Lanka.[2] AFC hänvisade ärendet till Fifa,[3] som den 27 juni 2019 meddelade att Sri Lanka tilldelas en 3–0-seger och därmed kvalificerar sig för andra omgången.[4]
3. ↑  Matchen mellan Malaysia och Östtimor var ursprungligen planerad att spelas den 6 juni 2019, men sköts upp på grund av firandet av eid al-fitr, efter en förfrågan av Football Association of Malaysia.
4. ↑  Östtimor spelade sin hemmamatch mot Malaysia i Malaysia, då man inte hade någon arena i spelbart skick.[5]
5. ↑  Pakistan spelade sin hemmamatch mot Kambodja i Qatar.[6]